# 武当太极拳
武當太極拳是由張三丰所創的武當內家拳其中的一種。 將道家太極、陰陽、五行、八卦、九宮的理學、中醫學和道家內功與民間武學熔為一爐，運用陰陽變化、相生相克、煉精化氣，煉氣化神、煉神還虛，煉虛合道的道理，融入拳理之中所創立的武當太極拳，得到武術界很高的評價，故素有「天下太極出武當」及「南尊武當」之說。

## 武當太極拳的起源
武當太極拳的起源和發展與中國的道教文化哲理思想有著密切的關係，深受老子《道德經》的影響。至於張三丰創立太極拳的經過則有以下傳說︰一種說法是張三丰在修煉時看到蛇鶴相爭從而領悟出太極拳，至於另一說法則是張三丰得到真武大帝神受。
當代太極拳考據說法約可分為兩類，一是顧留馨的《太極拳研究》，一是吳圖南的《太極拳之研究》。
(1)顧留馨的《太極拳研究》，力主太極拳乃明末清初河南陳家溝的陳王廷所創，唯此皆為專斷誤導，顧留馨其人更於晚年承認錯誤。
(2)吳圖南的《太極拳之研究》，認為有關太極拳的「記載」可推至魏晉南北朝時期的程靈洗，至張三丰而大成，且有拳路流傳系統為證。

### 近代之研究
由武漢體育學院武術系主任、教授、著名武術家江百龍先生領導、組織的課題科研組，對國家體委委管課題研究項目《武當拳派源流、拳系及內容研究》，歷時三年的研究，於1992年8月1日，在武當山紫霄飯店宣講論文進行鑒定。 參加鑒定的是由國家體委組織的二十餘名全國武術界著名的專家、學者、教授、武術大師，對該課題的《武當拳派祖師張三丰之生平》、《武當拳派之淵源》、《武當拳派之理論基礎》、《武當拳派之技擊內容》，進行了認真鑒定，一致認為：張三丰確有其人，武當山確有其拳，武當拳派是與少林拳派齊名的中國內家拳。這次對武當拳派的高層次高水準的研究，出了專著《武當拳之研究》，併在國家體委獲獎。
國家體委科研課題《武當拳派源流、拳系及內容研究》工作，編撰《武當拳之研究》，發表《武當拳探源》、《武當拳與道教理論的聯繫》等多篇武當武術論文，彙集了當前贊同“張三丰的太極拳祖師地位”的武術學者有關“武當武術”和“張三丰”研究的主要觀點，透視出了這些學者的研究方向和學術層面。

## 太極拳的流傳
當今太極拳可歸納為四大派系，即南派太極拳、北派太極拳、本山派太極拳、散派太極拳。這四大派中，南派太極拳源自北京張三丰，至明時又得張三丰點撥，並融匯江南八家名拳而自成一家。北派太極拳則由張三丰之徒傳入民間，首傳山西王宗岳，王傳河南溫縣趙堡人蔣發，蔣發之後一直在趙堡傳到至今的有十三、四代，名曰趙堡太極拳。蔣發又傳陳溝人陳王廷，陳將家傳“炮捶”與太極拳嫁接，發展形成為陳式太極拳。陳氏後人陳長興盡得蔣發所傳太極真締，因受本族限制將藝傳與河北永年人楊祿禪(楊露禪)，楊氏父子又得道門高人點撥，形成楊式太極拳一派  。 繼而再發展出其他各個太極拳門派。 
中國武術的早期發展多半缺乏文字記載，僅能靠師徒口耳相傳。而古時的武林人士和現今的武術界大多十分重視武德，並首重「尊師重道」，絕不可「欺師滅祖」，故於傳承武藝時，必先向弟子說明其師承之源流，代代相傳，即使日後另立門戶/門派，亦不可忘本 (祖師源流)。 現今廣為流傳的部份太極拳門派，如楊家、吳家、李家等都有源自武當張三丰之說法。

## 秘傳武當太極拳
由於深受道家思想影響，武當派長期以來始終堅守「寧可失傳，不可亂傳」的古訓，故真正的武當功夫承傳隠秘，且歷代傳人雲游四方，大多歸隱山林，密不外宣，影響了武當功夫的傳播與發展。 因此，武當太極拳如神龍不見首尾，甚至世間一度出現武當太極拳失傳的說法。 事實上，武當太極拳沒有失傳，而是秘傳，且在廟內單線秘傳，而門規甚嚴，故難得一見 。由於這一套太極拳只傳授與武當派門下弟子及武當山之道人，所以稱為「秘傳武當太極拳」。
「秘傳武當太極拳」以往並不會公開演示，直到2000年左右才傳授外人，並加以精簡，保留其導引養生及自衛防身之精華，以便普及推廣，故有“三十六式”、“四十五式”、“四十八式”等。 但一般學生只傳授動作招式，不傳“心法”，稱為『外傳』。 只有正式拜師成為武當弟子後，才傳“心法”，稱為『內傳』。
現今設於武當山南巖宮附近，榔梅仙祠內之「武當武術展覽館」，展示的一套武當拳法招式之照片，正是「秘傳武當太極拳」，亦是唯一一套在展館內展出的武當拳法。
秘傳武當太極拳之傳承：武當玄武派第十四代掌門人游玄德（1965-），道號：玉京子、洞天真人，號松鶴山人。 曾跟隨 呂明道、朱誠德、王通和（王維慎）、武當玄武派第十三代掌門王通聖等習武。 承傳三丰祖師當年所創，只傳武當山道人之「秘傳武當太極拳」，並大力推廣「武當內丹養生術」及「武當功夫」，著有《秘傳武當太極拳》(2009) 一書，及錄製《武當秘傳功夫系列 : 精簡太極拳》光碟，傳授「秘傳武當太極拳」精簡三十六式的動作招式。

## 武當太極拳的特點
武當太極拳講究“拳打臥牛之地”，基本上兩米方圓足以施展，其中除螺旋纏絲外，另有九宮、八卦的內容。武當太極拳的要決就是：拳隨心境，舒展綿長，恢宏大氣，容萬物於心。武當太極拳以柔克剛、以靜制動，後發先至，能四兩撥千斤。不但是強身健體還可以防身自衛，武當太極拳結合有練精化氣、練氣化神、練神還虛，還虛合道的道教氣功功法，開人智慧、發人體能，使人延年益壽、長生久世，是一種集武術與養生一體，上乘的拳法。太極拳的練習過程分三個階段：首先練形、然後練氣、最後練神。其內含功法主要有：吐納導引功、外氣採補功、混元站樁功。其動作以掤、履、擠、按、採、挒、肘、靠為主，在應用中隨、連、粘、貼，連綿不斷、行雲流水。演練太極拳要求虛領頂勁、含胸拔背、沉肩墜肘，動作舒展，做到神形俱妙。武當太極拳動靜結合、內外相含，是內外雙修的至寶，是人體性命的源泉。